# Liste der Baudenkmale in Scheden
In der Liste der Baudenkmale in Scheden sind alle Baudenkmale der niedersächsischen Gemeinde Scheden im Landkreis Göttingen aufgelistet. Der Stand der Liste ist das Jahr 1993.

## Allgemein
Der Ort Scheden wird in einer Schenkungsurkunde Heinrich III. genannt. Dort heißt es: „praedium in villa Schitun... situm in comitatu Hermanni comitis et in pago lochne dictu...“.
In den Spalten befinden sich folgende Informationen:
- Lage: die Adresse des Baudenkmales und die geographischen Koordinaten. Kartenansicht, um Koordinaten zu setzen. In der Kartenansicht sind Baudenkmale ohne Koordinaten mit einem roten Marker dargestellt und können in der Karte gesetzt werden. Baudenkmale ohne Bild sind mit einem blauen Marker gekennzeichnet, Baudenkmale mit Bild mit einem grünen Marker.
- Bezeichnung: Bezeichnung des Baudenkmales
- Beschreibung: die Beschreibung des Baudenkmales. Unter § 3 Abs. 2 NDSchG werden Einzeldenkmale und unter § 3 Abs. 3 NDSchG Gruppen baulicher Anlagen und deren Bestandteile ausgewiesen.
- ID: die Objekt-ID des Baudenkmales
- Bild: ein Bild des Baudenkmales, ggf. zusätzlich mit einem Link zu weiteren Fotos des Baudenkmals im Medienarchiv Wikimedia Commons. Wenn man auf das Kamerasymbol klickt, können Fotos zu Baudenkmalen aus dieser Liste hochgeladen werden:

## Dankelshausen
| Lage                                                        | Bezeichnung              | Beschreibung | ID       | Bild |
| ----------------------------------------------------------- | ------------------------ | --- | -------- | ---- |
| Große Straße 11 51° 28′ 3″ N, 9° 42′ 30″ O                  | Wohnhaus                 | Möglicherweise besteht kein Denkmalschutz mehr für das Gebäude, da es im Denkmalatlas 2020 nicht aufgeführt ist. |          |      |
| Große Straße 18 51° 28′ 6″ N, 9° 42′ 29″ O                  | Wohnhaus                 | Ehemaliger Gutshof der Herren v. Stockhausen mit Fachwerk-Pächterwohnhaus aus der Zeit um 1780 noch mit allseitig leichten Vorkragungen. Die ebenfalls in Fachwerk gehaltenen Wirtschaftsgebäude entlang der Straße wirken durch die geänderte Dacheindeckung stark verändert.                                     | 35282186 |      |
| Große Straße 20 51° 28′ 9″ N, 9° 42′ 27″ O                  | Wohn-/Wirtschaftsgebäude | | 35282303 |      |
| Große Straße 20 51° 28′ 8″ N, 9° 42′ 28″ O                  | Scheune                  | | 35282345 |      |
| Große Straße 23 51° 28′ 6″ N, 9° 42′ 24″ O                  | Pfarrhaus                | Bildet mit dem Grundstück des Pfarrhofs die Baudenkmal-Gruppe Pfarrhof Große Straße 23 (ID 35231967) | 35282207 |      |
| Große Straße 51° 28′ 6″ N, 9° 42′ 27″ O                     | Kirche                   | Das heutige fünfachsige Kirchenschiff aus Bruchsteinmauerwerk mit Werksteingliederung wurde 1781 an einen wehrhaften Westturm mit quadratischem Grundriss angebaut, der auf die erste Hälfte des 13. Jahrhunderts datiert wird. Bildet mit dem Friedhof die Baudenkmal-Gruppe Kirchhof Dankelshausen (ID 35231952) | 35282118 |      |
| Große Straße 23 51° 28′ 5″ N, 9° 42′ 26″ O                  | Friedhof                 | Bildet mit der Kirche die Baudenkmal-Gruppe Kirchhof Dankelshausen (ID 35231952) | 35282142 |      |
| Große Straße 25 51° 28′ 8″ N, 9° 42′ 25″ O                  | Hofanlage                | Der Hof bildet gleichzeitig die Baudenkmal-Gruppe Hofanlage Große Straße 25 (ID 35231895) | 35282254 |      |
| Große Straße 27 51° 28′ 9″ N, 9° 42′ 25″ O                  | Wohnhaus                 | Möglicherweise besteht kein Denkmalschutz mehr für das Gebäude, da es im Denkmalatlas 2020 nicht aufgeführt ist. |          |      |
| Große Straße 28 51° 28′ 11″ N, 9° 42′ 24″ O                 | Wohnhaus                 | Möglicherweise besteht kein Denkmalschutz mehr für das Gebäude, da es im Denkmalatlas 2020 nicht aufgeführt ist. |          |      |
| Große Straße 31 51° 28′ 10″ N, 9° 42′ 22″ O                 | Wohnhaus                 | Möglicherweise besteht kein Denkmalschutz mehr für das Gebäude, da es im Denkmalatlas 2020 nicht aufgeführt ist. |          |      |
| "Mühlenberg", östl. der Ortslage 51° 28′ 8″ N, 9° 42′ 50″ O | Jüdischer Friedhof       | Bildet gleichzeitig die Baudenkmal-Gruppe Judenfriedhof Mühlenberg (ID 35231909) | 35282276 |      |

## Meensen
| Lage                                       | Bezeichnung                    | Beschreibung | ID       | Bild |
| ------------------------------------------ | ------------------------------ | --- | -------- | ---- |
| Finkenburg 1 51° 26′ 29″ N, 9° 45′ 36″ O   | Wohn-/Wirtschaftsgebäude       | Einzeldenkmal der Baudenkmal-Gruppe Finkenburg/Oberstraße/Tie (ID 35231923) | 35282456 |      |
| Finkenburg 2 51° 26′ 29″ N, 9° 45′ 34″ O   | Wohnhaus                       | Das Gebäude existiert nicht mehr |          | BW   |
| Hohe Warte 1 51° 26′ 28″ N, 9° 45′ 43″ O   | Wohnhaus                       | | 35282501 |      |
| Oberstraße 4 51° 26′ 41″ N, 9° 45′ 33″ O   | Wohnhaus                       | Möglicherweise besteht kein Denkmalschutz mehr, da der Hof im Denkmalatlas 2020 nicht aufgeführt ist.                                                                                              |          |      |
| Oberstraße 12 51° 26′ 37″ N, 9° 45′ 31″ O  | Hofanlage Oberstraße 12        | Baudenkmal-Gruppe ohne Einzeldenkmale | 35231938 |      |
| Oberstraße 19 51° 26′ 31″ N, 9° 45′ 36″ O  | Wohn-/Wirtschaftsgebäude       | Einzeldenkmal der Baudenkmal-Gruppe Finkenburg/Oberstraße/Tie (ID 35231923) | 35282543 |      |
| Oberstraße 20 51° 26′ 32″ N, 9° 45′ 33″ O  | Wohnhaus                       | | 35282565 |      |
| Oberstraße 21 51° 26′ 31″ N, 9° 45′ 40″ O  | Bruchsteinmauer                | Stützmauer zur Unterstraße hin. Einzeldenkmal der Baudenkmal-Gruppe Finkenburg/Oberstraße/Tie (ID 35231923)                                                                                        | 35282856 |      |
| Tie 51° 26′ 28″ N, 9° 45′ 37″ O            | Kirche St. Johannis der Täufer | Kirche St. Johannis der Täufer inklusive der Grabmale (ID 35282632) auf dem Kirchhof und der Stützmauer. (ID 35282831) Einzeldenkmal der Baudenkmal-Gruppe Finkenburg/Oberstraße/Tie (ID 35231923) | 35282608 |      |
| Tie 51° 26′ 30″ N, 9° 45′ 40″ O            | Tie                            | T(h)ieplatz mit Stützmauer und Brunnen. Einzeldenkmal der Baudenkmal-Gruppe Finkenburg/Oberstraße/Tie (ID 35231923)                                                                                | 35282653 |      |
| Tie 3 51° 26′ 29″ N, 9° 45′ 39″ O          | Wohnhaus                       | Einzeldenkmal der Baudenkmal-Gruppe Finkenburg/Oberstraße/Tie (ID 35231923) | 35282676 |      |
| Zum Sportplatz 51° 26′ 20″ N, 9° 45′ 11″ O | „Mordsteine“                   | Zwei mittelalterliche Scheibenkreuzsteine | 35282699 |      |

## Scheden
| Lage                                                           | Bezeichnung                  | Beschreibung | ID       | Bild           |
| -------------------------------------------------------------- | ---------------------------- | --- | -------- | -------------- |
| Bachstraße 51° 27′ 36″ N, 9° 43′ 5″ O                          | Durchlass bei km 20,33       | Durchlass (Unterirdisches Bauwerk) | 35283119 | BW             |
| Beerenstraße 51° 27′ 32″ N, 9° 44′ 11″ O                       | Straßenbrücke                | Die Eisenbahnbrücke wurde in der Mitte des 19. Jahrhunderts erbaut. | 35283211 |                |
| Gartenstraße Abzweig Eichweg 51° 27′ 27″ N, 9° 43′ 9″ O        | Kriegerdenkmal               | | 35283232 |                |
| Gaußstraße/B3 51° 27′ 32″ N, 9° 42′ 58″ O                      | Durchlass bei km 20,46 (B3)  | Durchlass (Unterirdisches Bauwerk) | 35283141 | BW             |
| Gaußstraße 4 51° 27′ 31″ N, 9° 43′ 1″ O                        | Wohnhaus                     | Vermutlich besteht kein Denkmalschutz mehr, da das Objekt im Denkmalatlas 2020 nicht aufgeführt wird. |          |                |
| Gaußstraße 8 51° 27′ 30″ N, 9° 43′ 3″ O                        | Wohnhaus                     | Neben dem Wohnhaus ist auch der Staketzaun (ID 35285189) vor dem Haus denkmalgeschützt. | 35283252 |                |
| Gaußstraße 9 51° 27′ 31″ N, 9° 43′ 8″ O                        | Wohn-/Wirtschaftsgebäude     | Einzeldenkmal der Baudenkmal-Gruppe Gaußstraße 9-35 (ID 35231807) | 35283273 |                |
| Gaußstraße 11 51° 27′ 31″ N, 9° 43′ 9″ O                       | Wohn-/Wirtschaftsgebäude     | Einzeldenkmal der Baudenkmal-Gruppe Gaußstraße 9-35 (ID 35231807) | 35283298 |                |
| Gaußstraße 15 51° 27′ 32″ N, 9° 43′ 11″ O                      | Wohn-/Wirtschaftsgebäude     | Einzeldenkmal der Baudenkmal-Gruppe Gaußstraße 9-35 (ID 35231807) | 35283349 |                |
| Gaußstraße 17 51° 27′ 32″ N, 9° 43′ 12″ O                      | Wohn-/Wirtschaftsgebäude     | Einzeldenkmal der Baudenkmal-Gruppe Gaußstraße 9-35 (ID 35231807) | 35283374 | BW             |
| Gaußstraße 19 51° 27′ 32″ N, 9° 43′ 12″ O                      | Wohn-/Wirtschaftsgebäude     | Einzeldenkmal der Baudenkmal-Gruppe Gaußstraße 9-35 (ID 35231807) | 35283399 | BW             |
| Gaußstraße 23 51° 27′ 33″ N, 9° 43′ 14″ O                      | Wohn-/Wirtschaftsgebäude     | Einzeldenkmal der Baudenkmal-Gruppe Gaußstraße 9-35 (ID 35231807) | 35283563 |                |
| Gaußstraße 27 51° 27′ 33″ N, 9° 43′ 15″ O                      | Wohn-/Wirtschaftsgebäude     | Einzeldenkmal der Baudenkmal-Gruppe Gaußstraße 9-35 (ID 35231807) | 35283636 |                |
| Gaußstraße 29 51° 27′ 33″ N, 9° 43′ 16″ O                      | Schule (ehem.)               | Einzeldenkmal der Baudenkmal-Gruppe Gaußstraße 9-35 (ID 35231807) | 35283661 |                |
| Gaußstraße 31 51° 27′ 33″ N, 9° 43′ 18″ O                      | Wohn-/Wirtschaftsgebäude     | Einzeldenkmal der Baudenkmal-Gruppe Gaußstraße 9-35 (ID 35231807) | 35283686 | BW             |
| Gaußstraße 33 51° 27′ 34″ N, 9° 43′ 19″ O                      | Wohn-/Wirtschaftsgebäude     | Einzeldenkmal der Baudenkmal-Gruppe Gaußstraße 9-35 (ID 35231807) | 35283711 |                |
| Gaußstraße 35 51° 27′ 34″ N, 9° 43′ 20″ O                      | Wohn-/Wirtschaftsgebäude     | Einzeldenkmal der Baudenkmal-Gruppe Gaußstraße 9-35 (ID 35231807) | 35283736 |                |
| Gaußstraße 18 51° 27′ 30″ N, 9° 43′ 10″ O                      | Stall                        | Einzeldenkmal der Baudenkmal-Gruppe Gaußstraße 18, 20, 22, 24 (ID 35231822) | 35283469 | BW             |
| Gaußstraße 18 51° 27′ 30″ N, 9° 43′ 10″ O                      | Speicher                     | Einzeldenkmal der Baudenkmal-Gruppe Gaußstraße 18, 20, 22, 24 (ID 35231822) | 35283446 | BW             |
| Gaußstraße 20 51° 27′ 31″ N, 9° 43′ 10″ O                      | Hofpflasterung               | Einzeldenkmal der Baudenkmal-Gruppe Gaußstraße 18, 20, 22, 24 (ID 35231822) | 35283492 |                |
| Gaußstraße 20 51° 27′ 30″ N, 9° 43′ 11″ O                      | Wohnhaus                     | Einzeldenkmal der Baudenkmal-Gruppe Gaußstraße 18, 20, 22, 24 (ID 35231822) | 35283424 | BW             |
| Gaußstraße 22 51° 27′ 31″ N, 9° 43′ 11″ O                      | Wohn-/Wirtschaftsgebäude     | Einzeldenkmal der Baudenkmal-Gruppe Gaußstraße 18, 20, 22, 24 (ID 35231822) | 35283541 | BW             |
| Gaußstraße 24 51° 27′ 31″ N, 9° 43′ 12″ O                      | Wohnhaus                     | Einzeldenkmal der Baudenkmal-Gruppe Gaußstraße 18, 20, 22, 24 (ID 35231822) | 35283588 | BW             |
| Gaußstraße 38 51° 27′ 32″ N, 9° 43′ 22″ O                      | Wohn-/Wirtschaftsgebäude     | Vermutlich besteht kein Denkmalschutz mehr, da das Objekt im Denkmalatlas 2020 nicht aufgeführt wird. |          |                |
| Hasselecke 51° 27′ 1″ N, 9° 43′ 0″ O                           | Eisenbahnbrücke              | | 35283079 |                |
| 51° 26′ 51″ N, 9° 42′ 36″ O                                    | Eisenbahnbrücke              | | 35283099 |                |
| Kirchstraße 51° 27′ 45″ N, 9° 43′ 58″ O                        | Kirche St. Markus            | Die heutige Kirche wurde von 1742 bis 1747 erbaut. Bildet mit dem Haus Kirchstraße 9 die Baudenkmal-Gruppe Kirchstraße 9 (ID 35231839)                                                                      | 35283927 | Weitere Bilder |
| Kirchstraße 2 51° 27′ 43″ N, 9° 44′ 0″ O                       | Wohnhaus                     | An dieser Stelle befand sich das Geburtshaus von Johann Joachim Quantz. | 35283971 |                |
| Kirchstraße 9 51° 26′ 46″ N, 9° 43′ 59″ O                      | Wohnhaus                     | Bildet mit der Kirche die Baudenkmal-Gruppe Kirchstraße 9 (ID 35231839) | 35283991 |                |
| Mühlenhof 51° 27′ 41″ N, 9° 44′ 17″ O                          | Durchlass                    | Durchlass (Unterirdisches Bauwerk) | 35284013 |                |
| Mündener Straße 51° 27′ 23″ N, 9° 42′ 53″ O                    | Durchlass bei km 20,74       | Durchlass (Unterirdisches Bauwerk) alte B3 | 35283163 | BW             |
| Mündener Straße, B3 km 19,990 51° 27′ 42″ N, 9° 43′ 12″ O      | Straßenbrücke WL Schedebach  | | 35283185 |                |
| Mündener Straße 7 51° 27′ 39″ N, 9° 43′ 6″ O                   | Erdkeller                    | | 35284034 |                |
| Quantzstraße, Quantzplatz 51° 27′ 42″ N, 9° 44′ 10″ O          | Ehrenmal Quantz              | Denkmal für Johann Joachim Quantz an dem nach ihm benannten Quantzplatz, ursprünglich 1934 als „Quantzbrunnen“ mit Putte errichtet, der 1973 modernisiert und 1991 mit einer neuen Skulptur versehen wurde. | 35284055 | Weitere Bilder |
| Quantzstraße 5 51° 27′ 34″ N, 9° 43′ 37″ O                     | Wohnhaus                     | | 35284140 |                |
| Quantzstraße 7 51° 27′ 35″ N, 9° 43′ 38″ O                     | Wohn-/Wirtschaftsgebäude     | | 35285165 |                |
| Quantzstraße 16 51° 27′ 36″ N, 9° 43′ 44″ O                    | Wohnhaus                     | Einzeldenkmal der Baudenkmal-Gruppe Quantzstraße 17-54 (ID 35231853) | 35284160 |                |
| Quantzstraße 17 51° 27′ 36″ N, 9° 43′ 42″ O                    | Wohn-/Wirtschaftsgebäude     | Einzeldenkmal der Baudenkmal-Gruppe Quantzstraße 17-54 (ID 35231853) | 35284180 |                |
| Quantzstraße 19 51° 27′ 37″ N, 9° 43′ 43″ O                    | Wohn-/Wirtschaftsgebäude     | Einzeldenkmal der Baudenkmal-Gruppe Quantzstraße 17-54 (ID 35231853) | 35284202 |                |
| Quantzstraße 21 51° 27′ 37″ N, 9° 43′ 44″ O                    | Wohn-/Wirtschaftsgebäude     | Einzeldenkmal der Baudenkmal-Gruppe Quantzstraße 17-54 (ID 35231853) | 35284224 |                |
| Quantzstraße 22 51° 27′ 37″ N, 9° 43′ 47″ O                    | Wohn-/Wirtschaftsgebäude     | Einzeldenkmal der Baudenkmal-Gruppe Quantzstraße 17-54 (ID 35231853) | 35284246 | BW             |
| Quantzstraße 23 51° 27′ 37″ N, 9° 43′ 45″ O                    | Wohn-/Wirtschaftsgebäude     | Einzeldenkmal der Baudenkmal-Gruppe Quantzstraße 17-54 (ID 35231853) | 35284268 |                |
| Quantzstraße 23a 51° 27′ 37″ N, 9° 43′ 45″ O                   | Wohn-/Wirtschaftsgebäude     | Einzeldenkmal der Baudenkmal-Gruppe Quantzstraße 17-54 (ID 35231853) | 35284290 | BW             |
| Quantzstraße 24 51° 27′ 37″ N, 9° 43′ 48″ O                    | Wohn-/Wirtschaftsgebäude     | Einzeldenkmal der Baudenkmal-Gruppe Quantzstraße 17-54 (ID 35231853) | 35284312 | BW             |
| Quantzstraße 25 51° 27′ 38″ N, 9° 43′ 46″ O                    | Wohn-/Wirtschaftsgebäude     | Einzeldenkmal der Baudenkmal-Gruppe Quantzstraße 17-54 (ID 35231853) | 35284334 | BW             |
| Quantzstraße 26 51° 27′ 38″ N, 9° 43′ 49″ O                    | Wohn-/Wirtschaftsgebäude     | Forthmühle Einzeldenkmal der Baudenkmal-Gruppe Quantzstraße 17-54 (ID 35231853) | 35284356 | BW             |
| Quantzstraße 26a 51° 27′ 38″ N, 9° 43′ 50″ O                   | Wohn-/Wirtschaftsgebäude     | Einzeldenkmal der Baudenkmal-Gruppe Quantzstraße 17-54 (ID 35231853) | 35284378 | BW             |
| Quantzstraße 27 51° 27′ 39″ N, 9° 43′ 47″ O                    | Wohn-/Wirtschaftsgebäude     | Einzeldenkmal der Baudenkmal-Gruppe Quantzstraße 17-54 (ID 35231853) | 35284400 | BW             |
| Quantzstraße 28 51° 27′ 38″ N, 9° 43′ 50″ O                    | Gedenkstätte für J.A. Quantz | Einzeldenkmal der Baudenkmal-Gruppe Quantzstraße 17-54 (ID 35231853) | 35284075 | BW             |
| Quantzstraße 28 51° 27′ 38″ N, 9° 43′ 50″ O                    | Wohn-/Wirtschaftsgebäude     | Einzeldenkmal der Baudenkmal-Gruppe Quantzstraße 17-54 (ID 35231853) | 35284422 | BW             |
| Quantzstraße 29 51° 27′ 38″ N, 9° 43′ 47″ O                    | Wohn-/Wirtschaftsgebäude     | Einzeldenkmal der Baudenkmal-Gruppe Quantzstraße 17-54 (ID 35231853) | 35284444 | BW             |
| Quantzstraße 30 51° 27′ 38″ N, 9° 43′ 51″ O                    | Wohn-/Wirtschaftsgebäude     | Einzeldenkmal der Baudenkmal-Gruppe Quantzstraße 17-54 (ID 35231853) | 35284466 |                |
| Quantzstraße 31 51° 27′ 39″ N, 9° 43′ 49″ O                    | Wohn-/Wirtschaftsgebäude     | Einzeldenkmal der Baudenkmal-Gruppe Quantzstraße 17-54 (ID 35231853) | 35284488 |                |
| Quantzstraße 33 51° 27′ 39″ N, 9° 43′ 50″ O                    | Wohn-/Wirtschaftsgebäude     | Einzeldenkmal der Baudenkmal-Gruppe Quantzstraße 17-54 (ID 35231853) | 35284533 | BW             |
| Quantzstraße 34 51° 27′ 39″ N, 9° 43′ 53″ O                    | Wohn-/Wirtschaftsgebäude     | Einzeldenkmal der Baudenkmal-Gruppe Quantzstraße 17-54 (ID 35231853) | 35284555 | BW             |
| Quantzstraße 35 51° 27′ 39″ N, 9° 43′ 51″ O                    | Wohn-/Wirtschaftsgebäude     | Einzeldenkmal der Baudenkmal-Gruppe Quantzstraße 17-54 (ID 35231853) | 35284577 | BW             |
| Quantzstraße 36 51° 27′ 39″ N, 9° 43′ 54″ O                    | Wohn-/Wirtschaftsgebäude     | Einzeldenkmal der Baudenkmal-Gruppe Quantzstraße 17-54 (ID 35231853) | 35284599 | BW             |
| Quantzstraße 37 51° 27′ 40″ N, 9° 43′ 51″ O                    | Wohn-/Wirtschaftsgebäude     | Einzeldenkmal der Baudenkmal-Gruppe Quantzstraße 17-54 (ID 35231853) | 35284621 |                |
| Quantzstraße 38 51° 27′ 40″ N, 9° 43′ 55″ O                    | Wohn-/Wirtschaftsgebäude     | Möglicherweise wurde das Gebäude bereits abgerissen. Einzeldenkmal der Baudenkmal-Gruppe Quantzstraße 17-54 (ID 35231853)                                                                                   | 35284643 | BW             |
| Quantzstraße 38a 51° 27′ 40″ N, 9° 43′ 55″ O                   | Wohn-/Wirtschaftsgebäude     | Einzeldenkmal der Baudenkmal-Gruppe Quantzstraße 17-54 (ID 35231853) | 35284665 | BW             |
| Quantzstraße 39 51° 27′ 40″ N, 9° 43′ 53″ O                    | Wohn-/Wirtschaftsgebäude     | Einzeldenkmal der Baudenkmal-Gruppe Quantzstraße 17-54 (ID 35231853) | 35284687 | BW             |
| Quantzstraße 40 51° 27′ 40″ N, 9° 43′ 56″ O                    | Wohn-/Wirtschaftsgebäude     | Einzeldenkmal der Baudenkmal-Gruppe Quantzstraße 17-54 (ID 35231853) | 35284709 | BW             |
| Quantzstraße 41 51° 27′ 41″ N, 9° 43′ 54″ O                    | Wohn-/Wirtschaftsgebäude     | Museumshof Einzeldenkmal der Baudenkmal-Gruppe Quantzstraße 17-54 (ID 35231853) | 35284731 | BW             |
| Quantzstraße 42 51° 27′ 41″ N, 9° 43′ 58″ O                    | Wohn-/Wirtschaftsgebäude     | Einzeldenkmal der Baudenkmal-Gruppe Quantzstraße 17-54 (ID 35231853) | 35284753 |                |
| Quantzstraße 43 51° 27′ 41″ N, 9° 43′ 55″ O                    | Wohn-/Wirtschaftsgebäude     | Einzeldenkmal der Baudenkmal-Gruppe Quantzstraße 17-54 (ID 35231853) | 35284775 | BW             |
| Quantzstraße 44 51° 27′ 41″ N, 9° 43′ 59″ O                    | Wohn-/Wirtschaftsgebäude     | Einzeldenkmal der Baudenkmal-Gruppe Quantzstraße 17-54 (ID 35231853) | 35284797 | BW             |
| Quantzstraße 45 51° 27′ 41″ N, 9° 43′ 56″ O                    | Wohn-/Wirtschaftsgebäude     | Einzeldenkmal der Baudenkmal-Gruppe Quantzstraße 17-54 (ID 35231853) | 35284819 | BW             |
| Quantzstraße 46 51° 27′ 41″ N, 9° 43′ 59″ O                    | Wohn-/Wirtschaftsgebäude     | Einzeldenkmal der Baudenkmal-Gruppe Quantzstraße 17-54 (ID 35231853) | 35284841 | BW             |
| Quantzstraße 47 51° 27′ 42″ N, 9° 43′ 58″ O                    | Wohn-/Wirtschaftsgebäude     | Einzeldenkmal der Baudenkmal-Gruppe Quantzstraße 17-54 (ID 35231853) | 35284863 | BW             |
| Quantzstraße 47a 51° 27′ 42″ N, 9° 43′ 57″ O                   | Wohn-/Wirtschaftsgebäude     | Einzeldenkmal der Baudenkmal-Gruppe Quantzstraße 17-54 (ID 35231853) | 35284885 | BW             |
| Quantzstraße 48 51° 27′ 42″ N, 9° 44′ 0″ O                     | Wohn-/Wirtschaftsgebäude     | Einzeldenkmal der Baudenkmal-Gruppe Quantzstraße 17-54 (ID 35231853) | 35284907 | BW             |
| Quantzstraße (zwischen 47 und 49) 51° 27′ 42″ N, 9° 43′ 59″ O  | Tieplatz                     | Tieplatz mit Steintisch | 35284096 |                |
| Quantzstraße 49 51° 27′ 43″ N, 9° 44′ 1″ O                     | Wohn-/Wirtschaftsgebäude     | Einzeldenkmal der Baudenkmal-Gruppe Quantzstraße 17-54 (ID 35231853) | 35284929 | BW             |
| Quantzstraße 50 51° 27′ 42″ N, 9° 44′ 1″ O                     | Wohn-/Wirtschaftsgebäude     | Einzeldenkmal der Baudenkmal-Gruppe Quantzstraße 17-54 (ID 35231853) | 35284951 |                |
| Quantzstraße 52 51° 27′ 42″ N, 9° 44′ 1″ O                     | Wohn-/Wirtschaftsgebäude     | Einzeldenkmal der Baudenkmal-Gruppe Quantzstraße 17-54 (ID 35231853) | 35284973 |                |
| Quantzstraße 54 51° 27′ 42″ N, 9° 44′ 2″ O                     | Wohn-/Wirtschaftsgebäude     | Einzeldenkmal der Baudenkmal-Gruppe Quantzstraße 17-54 (ID 35231853) | 35284995 |                |
| Raiffeisenstraße 11 51° 27′ 38″ N, 9° 44′ 10″ O                | Wohnhaus                     | Einzeldenkmal der Baudenkmal-Gruppe Raiffeisenstraße 11,13 (ID 35231867) | 35285017 |                |
| Raiffeisenstraße 13 51° 27′ 38″ N, 9° 44′ 9″ O                 | Wohnhaus                     | Einzeldenkmal der Baudenkmal-Gruppe Raiffeisenstraße 11,13 (ID 35231867) | 35285039 |                |
| Saures Feld 51° 27′ 26″ N, 9° 43′ 35″ O                        | Kreuzstein                   | Mittelalterlicher „Mordstein“ mit doppeltem, eingeritztem Kreuz und Pflugsech | 35285061 |                |
| Stettiner Straße 51° 27′ 22″ N, 9° 43′ 49″ O                   | Eisenbahnbrücke              | | 35283059 |                |
| Untere Bachstraße 1 51° 27′ 32″ N, 9° 43′ 7″ O                 | Backofen                     | Vermutlich besteht kein Denkmalschutz mehr, da das Objekt im Denkmalatlas 2020 nicht aufgeführt wird. |          |                |
| Untere Bachstraße 4 51° 27′ 32″ N, 9° 43′ 8″ O                 | Wohnhaus                     | | 35285105 |                |
| Untere Bachstraße 4 51° 27′ 32″ N, 9° 43′ 7″ O                 | Nebengebäude                 | | 35285125 | BW             |
| Kirchstraße, nördliche Verlängerung 51° 27′ 57″ N, 9° 44′ 6″ O | Kreuzstein                   | Mittelalterlicher „Sühnestein“ in der Feldmark nördlich von Oberscheden mit erhaben ausgemeißeltem breitem Kreuz                                                                                            | 35283950 |                |
| Wetenborn 51° 27′ 51″ N, 9° 45′ 31″ O                          | Wüstungskirche               | Der Ort Wetenhorn fiel Ende des 14. Anfang des 15. Jahrhunderts wüst. Entdeckt wurde die Kirche in den 1970er Jahren.                                                                                       | 35285144 |                |

## Wellersen
| Lage                                        | Bezeichnung                 | Beschreibung                                                                                                | ID       | Bild |
| ------------------------------------------- | --------------------------- | --- | -------- | ---- |
| Gut Wellersen 1 51° 28′ 57″ N, 9° 43′ 21″ O | Gut Wellersen, Gutshaus     | Das Herrenhaus des Gutes wurde 1775 erbaut. Einzeldenkmal der Baudenkmal-Gruppe Gut Wellersen (ID 35231881) | 35283761 |      |
| Gut Wellersen 1 51° 28′ 56″ N, 9° 43′ 24″ O | Gut Wellersen, Rinderstall  | Einzeldenkmal der Baudenkmal-Gruppe Gut Wellersen (ID 35231881)                                             | 35283811 |      |
| Gut Wellersen 2 51° 28′ 57″ N, 9° 43′ 24″ O | Gut Wellersen, Nebengebäude | Einzeldenkmal der Baudenkmal-Gruppe Gut Wellersen (ID 35231881)                                             | 35283788 | BW   |
| Gut Wellersen 51° 28′ 55″ N, 9° 43′ 22″ O   | Gut Wellersen, Nebengebäude | Einzeldenkmal der Baudenkmal-Gruppe Gut Wellersen (ID 35231881)                                             | 35283834 |      |
| Gut Wellersen 51° 28′ 56″ N, 9° 43′ 21″ O   | Gut Wellersen, Stall        | Einzeldenkmal der Baudenkmal-Gruppe Gut Wellersen (ID 35231881)                                             | 35283858 |      |
| Gut Wellersen 51° 28′ 57″ N, 9° 43′ 21″ O   | Gut Wellersen, Kreuzsteine  | Einzeldenkmal der Baudenkmal-Gruppe Gut Wellersen (ID 35231881)                                             | 35283904 |      |